# فرانكي كاربو
باولو جيوفاني كاربو  (10 أغسطس 1904  - 9 نوفمبر 1976 ) كان عضو مافيا إيطالي أمريكي في مدينة نيويورك ضمن عائلة الجريمة لوكيزي، والذي عمل كمسلح مع شركة القتل المحدودة قبل أن يصبح واحد من أقوى المروجين في الملاكمة المهنية.

## النشأة
وُلد كاربو في جرجنت، صقلية في 10 أغسطس، 1904. أُرسل كاربو إلى إصلاحية ولاية نيويورك للأحداث في سن الحادية عشرة. على مدى السنوات العشر التالية، كان كاربو يدخل السجن ويخرج منه بتهم تشمل الاعتداء والسرقة . خلال هذه الفترة، تم القبض على كاربو بتهمة قتل سائق سيارة أجرة رفض دفع أموال الحماية. وادعى كاربو أنه غير مذنب، وادعى الدفاع عن النفس. وافق في النهاية على صفقة قضائية بالقتل غير العمد مقابل تخفيف عقوبة السجن لمدة سنتين إلى أربع سنوات. بعد قضاء 20 شهرًا في السجن، تم إطلاق سراح كاربو.

## فترة الحظر
مع مرور الحظر، بدأ العمل كمسلح مستأجر للعديد من عصابات المهربين. في عام 1931، اتُهم كاربو بقتل مايكل «ميكي» دافي في فيلادلفيا في أتلانتيك سيتي، نيو جيرسي؛ ومع ذلك، تم إطلاق سراح كاربو في النهاية. خلال أوائل الثلاثينيات من القرن الماضي، بدأ كاربو العمل في شركة القتل المحدودة.

## الوفاة
تم الإفراج المشروط مبكرًا عن كاربو بسبب اعتلال صحته، وتم إطلاق سراح كاربو من السجن. توفي في ميامي بيتش بولاية فلوريدا في 9 نوفمبر 1976.